# Camp de les Perera
El Camp de les Perera és un camp de conreu del terme municipal de Sant Martí de Centelles, a la comarca d'Osona.
Es troba a prop i al nord-oest de Sant Martí de Centelles, al sud-oest del Pla de Batall i al nord del Pla Llestenc. En el seu vessant sud-oest es forma el torrent del Bosc.